# Asako Takakura
Asako Takakura (高倉 麻子, Takakura Asako), née le 19 avril 1968 à Fukushima, est une ancienne footballeuse internationale japonaise évoluant au poste de milieu de terrain. Elle est sélectionneuse de l'équipe nationale du Japon féminine depuis le mois d'avril 2016.

## Biographie

### En club et sélection
Durant sa carrière de joueuse, elle joue notamment pour le club tokyoïte du NTV Beleza de 1985 à 1998. Elle connaît également la sélection japonaise en disputant deux Coupes du Monde en 1991 et 1995, ainsi que les Jeux olympiques d'été 1996 d’Atlanta. Elle joue 7 matchs lors des Coupes du monde et 3 matchs lors des Jeux olympiques. Elle enregistre officiellement 79 matches en sélections et 30 buts marqués. Elle prend officiellement sa retraite sportive en 2004 après avoir disputé 226 matchs en club et inscrit 44 buts.

### En tant qu'entraîneur
Asako Takakura occupe le poste de sélectionneuse de l’équipe du japon U-17 de 2013 à 2014. Elle remporte la Coupe du Monde U-17 en 2014 au Costa Rica. Elle dirige également l’équipe du Japon U-19 et remporte le titre de champion d’Asie U-19 en 2015. Ces réussites lui permettent d’être distinguée par la Confédération Asiatique de Football qui lui décerne le titre de "Coach féminin de l’année" sur quatre années d'affilée de 2012 à 2015.
En avril 2016, elle est nommée à la tête de l'équipe nationale féminine en succédant à Norio Sasaki, en place depuis 2007. Asako Takakura est la première femme à être nommée à ce poste et son objectif est de rebâtir une équipe compétitive en vue de la Coupe du monde 2019 en France, mais surtout, en vue des Jeux olympiques 2020 de Tokyo. En décembre 2016, elle finit à la troisième place de la Coupe du monde U20 en battant les États-Unis 1-0 lors du match de classement. Avec l'équipe A, elle remporte la Coupe d'Asie 2018 organisée au mois d'avril en Jordanie.